# Philadelphia School of Design for Women

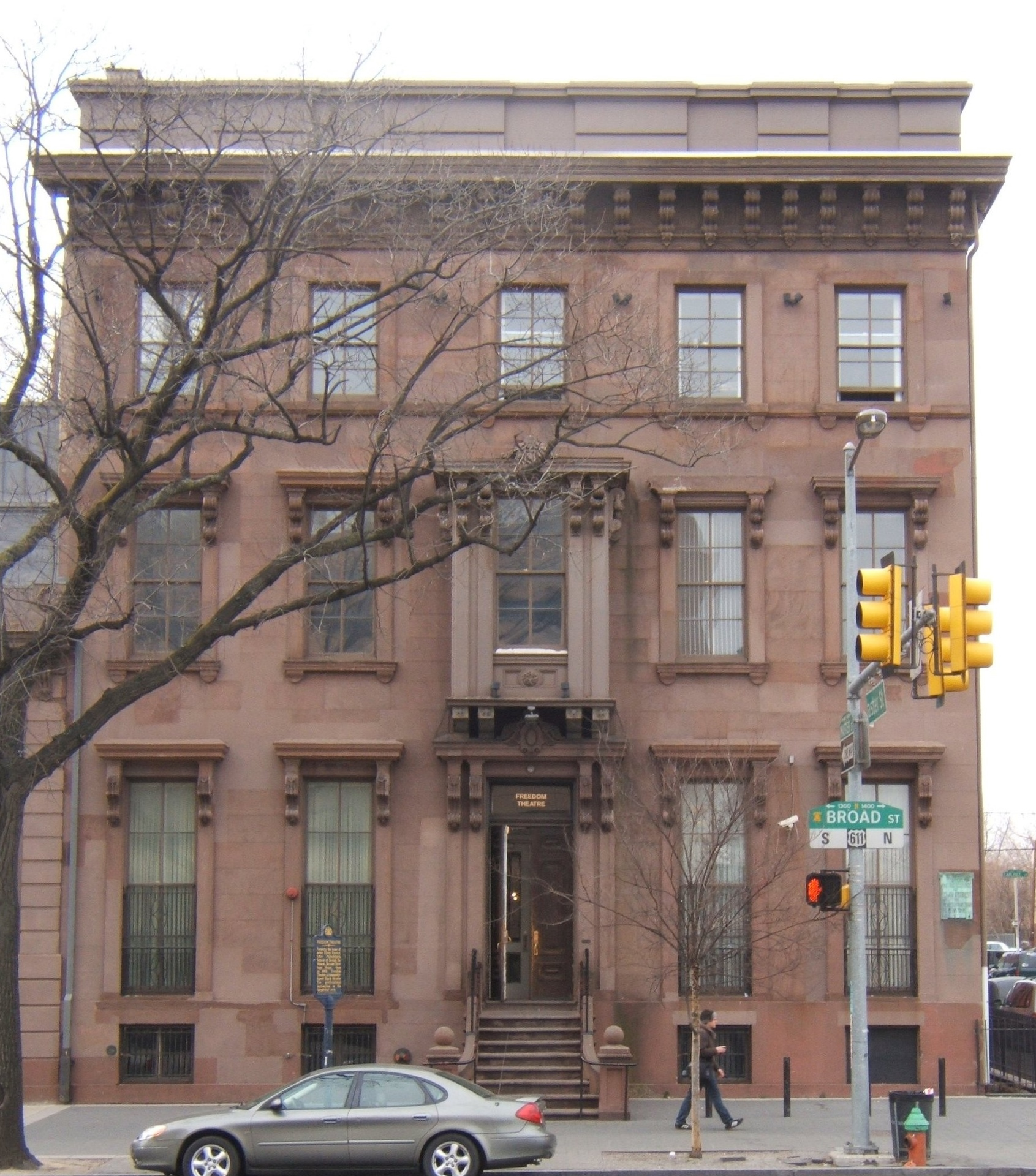
Edwin Forrest House, ehemaliges Gebäude der Philadelphia School of Design for Women während ihres Bestehens

Die Philadelphia School of Design for Women war eine Kunstakademie für Frauen in Philadelphia (Pennsylvania) und die größte Kunstakademie im Lande. Sie ist heute Teil des Moore College of Art and Design.

## Geschichte
Sarah Anne Worthington King Peter, die Ehefrau des britischen Konsuls in Philadelphia, William Peter († 1853), gründete 1848 eine gewerbliche Kunstakademie in ihrem Haus, um Frauen, die keine Aussicht auf Unterstützung hatten, ein Handwerk zu lehren. Sie unterrichtete dort Lithografie, Holzschnitzerei und Design. In diesem Zusammenhang wurden zum Beispiel Haushaltsgegenstände entworfen, wie Teppiche und Tapeten. Ihr Ehemann verstarb kurz nachdem sie die Schule gegründet hatte. Daraufhin kehrte sie nach Cincinnati (Ohio) zurück.
Im Jahr 1850 schrieb sie das Franklin Institute betreffend ihre Zeichenklasse von etwa 20 jungen Frauen an, damit es ein kooperativer, aber separater Zweig des Instituts werde. Das Franklin Institute gründete 1850 die Philadelphia School of Design for Women und betreute diese bis 1853. Eine Gruppe von 17 Männern wurde 1853 zu den Leitern der Schule bestimmt. Elliott Cresson gehörte zu diesen 17 Direktoren und wurde beim ersten Meeting zum Präsidenten gewählt. Es war die größte Kunstakademie für Frauen im Lande. Zu den Studenten zählten Emily Sartain und Jessie Willcox Smith.
Elizabeth Croasdale war Schulleiterin der Schule, bevor Emily Sartain sie 1886 ablöste. Sartain bekleidete den Posten bis 1920. Während ihrer Amtszeit implementierte sie Life Drawing Classes. Dafür verwendete sie drapierte männliche und nackte Frauenmodelle, was revolutionäre zu dieser Zeit für Künstlerinnen war. Sartain erstellte ein professionelles Programm, welches auf technischer und langwieriger Ausbildung sowie hohen Standards aufbaute. Sie unterrichtete die Frauen Kunstwerke zu erschaffen, basierend auf dreidimensionalen und menschlichen Formen, was Grundlage ihrer Ausbildung in Paris und der Pennsylvania Academy of the Fine Arts war. Sie war für die Aufnahme von wichtigen Mitgliedern in den Lehrkörper verantwortlich, wie Robert Henri, Samuel Murray und Daniel Garber. 1892 begann Robert Henri an der Schule zu unterrichten. William Innes Homer sagte später folgendes:

„A born teacher, Henri enjoyed immediate success at the school.“

Nina de Angeli Walls schrieb folgendes:

„As Sartain's career illustrates, art schools conferred professional status in a cultural field once dominated by men. Women artists used formal schooling to counter the accusation of amateurism frequently leveled at them. Nineteenth century design schools were the first institutions to offer professional certification for women in such careers as art education, fabric design, or magazine illustration; hence, the schools opened unprecedented paths to female economic independence.“

1932 wurde die Schule mit dem Moore Institute of Art, Science and Industry zusammengelegt. Das daraus entstandene Moore College of Art and Design bietet heute unter anderem einen Bachelor of Fine Arts und einen Master of Arts in Art Education an.

## Lehrkörper (Auswahl)
- Rae Sloan Bredin
- Daniel Garber
- Robert Henri
- Samuel Murray
- Leopold Seyffert

## Studentinnen (Auswahl)
- Elenore Abbott
- Theresa Bernstein
- Margaret Lesley Bush-Brown
- Mary-Russell Ferrell Colton
- Florence Esté
- Lillian Genth
- Bessie Pease Gutmann
- Charlotte Harding
- Ella Sophonisba Hergesheimer
- Alice Neel
- Anne Parrish
- Deborah Griscom Passmore
- Katharine Pyle
- Paulette Van Roekens
- Jessie Willcox Smith
- Alice Barber Stephens
- Louise E. Baker